# Lista över fornlämningar i Västerviks kommun (Överum)
Lista över fornlämningar i Västerviks kommun (Överum) är en förteckning av ett urval av de fornlämningar som finns i Överum i Västerviks kommun.
| Namn                       | Lämningstyp                 | Tillkomsttid | Historisk indelning | Plats | Läge                 | ID-nr          | Bild                                 |
| -------------------------- | --------------------------- | ------------ | ------------------- | ----- | -------------------- | -------------- | ------------------------------------ |
| Överum 1:1                 | Gravfält                    |              | Överum, Småland     |       | 58.015130, 16.327983 | 10089100010001 | Ladda upp en bild av detta fornminne |
| Överum 4:1                 | Stensättning                |              | Överum, Småland     |       | 58.020378, 16.323221 | 10089100040001 | Ladda upp en bild av detta fornminne |
| Överum 5:1                 | Stensättning                |              | Överum, Småland     |       | 58.019776, 16.320938 | 10089100050001 | Ladda upp en bild av detta fornminne |
| Överum 7:1                 | Gravfält                    |              | Överum, Småland     |       | 58.019496, 16.326814 | 10089100070001 | Ladda upp en bild av detta fornminne |
| Överum 8:1                 | Röse                        |              | Överum, Småland     |       | 58.019275, 16.327654 | 10089100080001 | Ladda upp en bild av detta fornminne |
| Överum 8:2                 | Stensättning                |              | Överum, Småland     |       | 58.019209, 16.327454 | 10089100080002 | Ladda upp en bild av detta fornminne |
| Överum 9:1                 | Röse                        |              | Överum, Småland     |       | 58.019518, 16.334861 | 10089100090001 | Ladda upp en bild av detta fornminne |
| Överum 9:2                 | Stensättning                |              | Överum, Småland     |       | 58.019468, 16.334577 | 10089100090002 | Ladda upp en bild av detta fornminne |
| Överum 9:3                 | Stensättning                |              | Överum, Småland     |       | 58.019519, 16.334489 | 10089100090003 | Ladda upp en bild av detta fornminne |
| Överum 9:4                 | Stensättning                |              | Överum, Småland     |       | 58.019609, 16.334155 | 10089100090004 | Ladda upp en bild av detta fornminne |
| Överum 10:1                | Röse                        |              | Överum, Småland     |       | 58.015568, 16.338096 | 10089100100001 | Ladda upp en bild av detta fornminne |
| Överum 11:1                | Röse                        |              | Överum, Småland     |       | 58.014677, 16.336787 | 10089100110001 | Ladda upp en bild av detta fornminne |
| Överum 12:1                | Stensättning                |              | Överum, Småland     |       | 57.993787, 16.341770 | 10089100120001 | Ladda upp en bild av detta fornminne |
| Överum 12:2                | Stensättning                |              | Överum, Småland     |       | 57.993845, 16.341631 | 10089100120002 | Ladda upp en bild av detta fornminne |
| Överum 13:1                | Stensättning                |              | Överum, Småland     |       | 58.000344, 16.341973 | 10089100130001 | Ladda upp en bild av detta fornminne |
| Överum 15:1                | Röse                        |              | Överum, Småland     |       | 58.000354, 16.344145 | 10089100150001 | Ladda upp en bild av detta fornminne |
| Överum 16:1                | Stensättning                |              | Överum, Småland     |       | 58.000834, 16.345118 | 10089100160001 | Ladda upp en bild av detta fornminne |
| Dackes skans (Överum 18:1) | Fornborg                    |              | Överum, Småland     |       | 57.977026, 16.358709 | 10089100180001 | Ladda upp en bild av detta fornminne |
| Överum 19:1                | Stensättning                |              | Överum, Småland     |       | 57.985874, 16.319125 | 10089100190001 | Ladda upp en bild av detta fornminne |
| Överum 19:2                | Hällristning                |              | Överum, Småland     |       | 57.985875, 16.319124 | 10089100190002 | Ladda upp en bild av detta fornminne |
| Överum 20:1                | Fornborg                    |              | Överum, Småland     |       | 57.981056, 16.315060 | 10089100200001 | Ladda upp en bild av detta fornminne |
| Överum 21:1                | Röse                        |              | Överum, Småland     |       | 58.024524, 16.331381 | 10089100210001 | Ladda upp en bild av detta fornminne |
| Överum 22:1                | Stensättning                |              | Överum, Småland     |       | 58.027330, 16.317662 | 10089100220001 | Ladda upp en bild av detta fornminne |
| Överum 22:2                | Stensättning                |              | Överum, Småland     |       | 58.027273, 16.317851 | 10089100220002 | Ladda upp en bild av detta fornminne |
| Överum 22:3                | Stensättning                |              | Överum, Småland     |       | 58.027176, 16.317712 | 10089100220003 | Ladda upp en bild av detta fornminne |
| Överum 23:1                | Stensättning                |              | Överum, Småland     |       | 58.027668, 16.318591 | 10089100230001 | Ladda upp en bild av detta fornminne |
| Överum 25:1                | Stensättning                |              | Överum, Småland     |       | 58.021080, 16.313020 | 10089100250001 | Ladda upp en bild av detta fornminne |
| Överum 26:1                | Stensättning                |              | Överum, Småland     |       | 58.022353, 16.229367 | 10089100260001 | Ladda upp en bild av detta fornminne |
| Överum 26:2                | Stensättning                |              | Överum, Småland     |       | 58.022503, 16.228966 | 10089100260002 | Ladda upp en bild av detta fornminne |
| Överum 26:3                | Stensättning                |              | Överum, Småland     |       | 58.022538, 16.228689 | 10089100260003 | Ladda upp en bild av detta fornminne |
| Överum 27:1                | Stensättning                |              | Överum, Småland     |       | 58.054579, 16.148758 | 10089100270001 | Ladda upp en bild av detta fornminne |
| Överum 27:2                | Stensättning                |              | Överum, Småland     |       | 58.054674, 16.148863 | 10089100270002 | Ladda upp en bild av detta fornminne |
| Överum 31:1                | Stensättning                |              | Överum, Småland     |       | 58.014736, 16.276189 | 10089100310001 | Ladda upp en bild av detta fornminne |
| Överum 41:1                | Grav markerad av sten/block |              | Överum, Småland     |       | 57.980030, 16.337733 | 10089100410001 | Ladda upp en bild av detta fornminne |
| Överum 41:2                | Grav markerad av sten/block |              | Överum, Småland     |       | 57.980030, 16.337908 | 10089100410002 | Ladda upp en bild av detta fornminne |
| Överum 43:1                | Stensättning                |              | Överum, Småland     |       | 58.006523, 16.319643 | 10089100430001 | Ladda upp en bild av detta fornminne |
| Överum 50:1                | Stensättning                |              | Överum, Småland     |       | 58.025876, 16.331155 | 10089100500001 | Ladda upp en bild av detta fornminne |
| Överum 57:1                | Grav- och boplatsområde     |              | Överum, Småland     |       | 57.967924, 16.338936 | 10089100570001 | Ladda upp en bild av detta fornminne |